# Viðar Örn Kjartansson
Viðar Örn Kjartansson (Selfoss, 1990. március 11. –) izlandi válogatott labdarúgó, a görög Atrómitosz csatárja.

## Pályafutása

### Klubcsapatokban
Viðar 2006-ban 16 évesen a Selfoss felnőtt csapatában debütált. 2009-ben az izlandi első osztályú ÍBV-hez igazolt.
2013-ban a Fylkir csapatában szerepelt. A szezonban összesen 22 mérkőzésen 13 gólt szerzett, amely teljesítményével felkeltette az érdeklődését a norvég Vålerenga csapatának, így 2013 decemberében a klubhoz igazolt. Első gólját 2014. április 6-án, a Bodø/Glimt ellen 3–1-re megnyert mérkőzésen szerezte. Az első szezonban 29 mérkőzésen elért 25 góljával megszerezte a gólkirályi címet.
2015. január 22-én a kínai Csiangszu Szuninghoz szerződött 3,5 millió euró ellenében. 2015. január 7-én, a Shanghai Port ellen 2–1-re megnyert mérkőzésen debütált és gólt is szerzett.
2016. január 27-én a svéd Malmöhöz igazolt. A 2016-os szezonban megnyerte a klubbal a svéd bajnokságot.
2016. augusztus 30-án négy éves szerződést kötött az izraeli Makkabi Tel-Aviv együttesével.
2018. augusztus 31-én az orosz Rosztov szerződtette le szintén négy évre. 2018. szeptember 26-án, a harmadosztályú Szizran-2003 ellen 4–0-ra megnyert mérkőzésen kétszer is betalált a hálóba. 2019. március 18-án öt hónapra a Hammarbyhoz igazolt kölcsönjátékosként. A 2019–20-as szezon első felében a Rubin Kazany, míg a második felében a Yeni Malatyaspor csapatában szerepelt kölcsönben.
2020. augusztus 28-án visszatért a Vålerenga együtteséhez. 2022. augusztus 1-jén a görög Atrómitosz csapatához igazolt.

### A válogatottban
2014-ben debütált az izlandi válogatottban. Először az Ausztria elleni mérkőzésen lépett pályára. Első válogatott gólját 2016 januárjában, az Egyesült Arab Emírségek elleni barátságos mérkőzésen szerezte.

## Statisztikák
2022. szeptember 17. szerint

| Klub                          | Szezon   | Osztály             | Bajnokság | Bajnokság | Kupa  | Kupa | Nemzetközi | Nemzetközi | Összesen | Összesen |
| Klub                          | Szezon   | Osztály             | Meccs     | Gól       | Meccs | Gól  | Meccs      | Gól        | Meccs    | Gól      |
| ----------------------------- | -------- | ------------------- | --------- | --------- | ----- | ---- | ---------- | ---------- | -------- | -------- |
| Selfoss                       | 2006     | 2. deild            | 7         | 2         | 4     | 2    | —          | —          | 11       | 4        |
| Selfoss                       | 2007     | 2. deild            | 16        | 2         | 7     | 2    | —          | —          | 23       | 4        |
| Selfoss                       | 2008     | 1. deild            | 22        | 8         | 6     | 3    | —          | —          | 28       | 11       |
| Selfoss                       | Összesen | Összesen            | 45        | 12        | 17    | 7    | 0          | 0          | 62       | 19       |
| ÍBV                           | 2009     | Úrvalsdeild         | 17        | 2         | 7     | 4    | —          | —          | 24       | 6        |
| Selfoss                       | 2010     | Úrvalsdeild         | 12        | 3         | 0     | 0    | —          | —          | 12       | 3        |
| Selfoss                       | 2011     | 1. deild            | 22        | 16        | 9     | 5    | —          | —          | 31       | 21       |
| Selfoss                       | 2012     | Úrvalsdeild         | 21        | 7         | 6     | 4    | —          | —          | 27       | 11       |
| Selfoss                       | Összesen | Összesen            | 55        | 26        | 15    | 9    | 0          | 0          | 70       | 35       |
| Fylkir                        | 2013     | Úrvalsdeild         | 22        | 13        | 8     | 10   | —          | —          | 30       | 23       |
| Vålerenga                     | 2014     | Tippeligaen         | 29        | 25        | 4     | 6    | —          | —          | 33       | 31       |
| Csiangszu Szuning             | 2015     | Chinese SL          | 28        | 9         | 7     | 4    | —          | —          | 35       | 13       |
| Malmö                         | 2016     | Allsvenskan         | 20        | 14        | 6     | 3    | —          | —          | 26       | 17       |
| Makkabi Tel-Aviv              | 2016–17  | Izraeli PL          | 33        | 19        | 6     | 4    | 5          | 1          | 44       | 24       |
| Makkabi Tel-Aviv              | 2017–18  | Izraeli PL          | 30        | 13        | 3     | 4    | 9          | 4          | 42       | 21       |
| Makkabi Tel-Aviv              | Összesen | Összesen            | 63        | 32        | 9     | 8    | 14         | 5          | 86       | 45       |
| Rosztov                       | 2018–19  | Premjer Liga        | 8         | 0         | 3     | 2    | —          | —          | 11       | 2        |
| Hammarby (kölcsönben)         | 2019     | Allsvenskan         | 15        | 7         | 0     | 0    | —          | —          | 15       | 7        |
| Rubin Kazany (kölcsönben)     | 2019–20  | Premjer Liga        | 16        | 1         | 1     | 0    | —          | —          | 17       | 1        |
| Yeni Malatyaspor (kölcsönben) | 2019–20  | Süper Lig           | 15        | 2         | —     | —    | —          | —          | 15       | 2        |
| Vålerenga                     | 2020     | Eliteserien         | 14        | 9         | 0     | 0    | —          | —          | 14       | 9        |
| Vålerenga                     | 2021     | Eliteserien         | 18        | 5         | 1     | 0    | —          | —          | 19       | 5        |
| Vålerenga                     | 2022     | Eliteserien         | 10        | 4         | 1     | 0    | —          | —          | 11       | 4        |
| Vålerenga                     | Összesen | Összesen            | 42        | 18        | 2     | 0    | 0          | 0          | 44       | 18       |
| Atrómitosz                    | 2022–23  | Super League Greece | 5         | 1         | 0     | 0    | —          | —          | 5        | 1        |
| Összesen                      | Összesen | Összesen            | 380       | 162       | 79    | 53   | 14         | 5          | 473      | 220      |

### A válogatottban

#### Góljai a válogatottban
| # | Időpont            | Helyszín                                                       | Ellenfél                | Gólok | Eredmény | Kiírás                       |
| - | ------------------ | -------------------------------------------------------------- | ----------------------- | ----- | -------- | ---------------------------- |
| 1 | 2016. január 16.   | Mohammed bin Zayed Stadion, Abu-Dzabi, Egyesült Arab Emírségek | Egyesült Arab Emírségek | 1–0   | 1–2      | Barátságos mérkőzés          |
| 2 | 2017. november 14. | Abdullah bin Khalifa Stadion, Doha, Katar                      | Katar                   | 1–0   | 1–1      | Barátságos mérkőzés          |
| 3 | 2019. március 22.  | Estadi Nacional, Andorra la Vella, Andorra                     | Andorra                 | 2–0   | 2–0      | 2020-as EB-selejtező         |
| 4 | 2020. november 15. | Parken Stadion, Koppenhága, Dánia                              | Dánia                   | 1–1   | 1–2      | 2020–2021-es Nemzetek Ligája |

## Sikerei, díjai
Csiangszu Szuning
- Kínai FA-kupa
  - Győztes (1): 2015

Malmö
- Allsvenskan
  - Bajnok (1): 2016

Makkabi Tel-Aviv
- Totó-kupa győztes (1): 2017–18

Egyéni
- Úrvalsdeild gólkirálya: 2013
- Tippeligaen gólkirálya: 2014
- Izraeli Premier League gólkirálya: 2016–17

## Fordítás
Ez a szócikk részben vagy egészben  a   Viðar Örn Kjartansson című angol Wikipédia-szócikk fordításán alapul.  Az eredeti cikk szerkesztőit annak laptörténete sorolja fel. Ez a jelzés csupán a megfogalmazás eredetét és a szerzői jogokat jelzi, nem szolgál a cikkben szereplő információk forrásmegjelöléseként.